# Uiteindelijk lot van het heelal

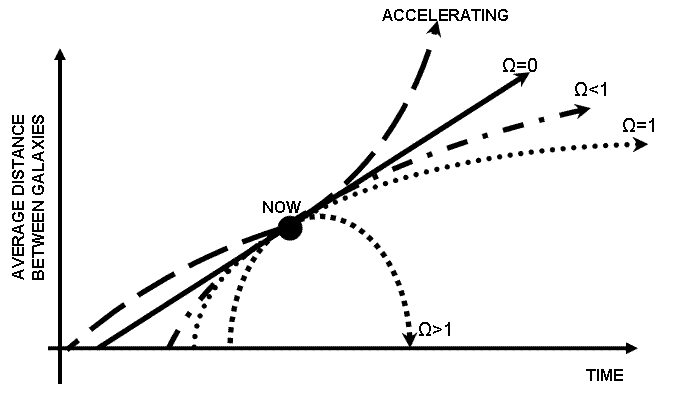
Grafische weergave van de mogelijkheden van het lot van het heelal.

Voor het uiteindelijke lot van het heelal zijn er drie gangbare theorieën: Big Rip, Big Chill en minder waarschijnlijk Big Crunch of nog Warmtedood. De reden waarom Big Rip nu als meest waarschijnlijk geldt, is dat uit de huidige waarnemingen de uitdijing van het heelal overheerst op de samentrekking door de zwaartekracht en op de toename van de entropie.
Alles is afhankelijk van de massadichtheid Ω (omega) van het heelal. Omega is de gemiddelde massadichtheid van het heelal gedeeld door een kritische waarde van die dichtheid. Ω bepaalt het uiteindelijke lot van het heelal.

## Ω > 1
Dan zal de uitdijïng uiteindelijk ooit tot stilstand komen en zal de materie onder invloed van de zwaartekracht terug in elkaar storten (Big Crunch). In dit geval spreekt men van een gesloten heelal. Alle materie zal dan terug in één punt geconcentreerd zijn. De zwaartekrachten zullen zo groot zijn dat alle materie zal verdwijnen in een singulariteit. Misschien ontstaat hieruit wel een nieuw heelal. Indien het heelal zich op deze manier blijft herhalen spreekt men van een pulserend heelal.

## Ω < 1
Is Ω kleiner dan 1, dan is de aanwezige massa te klein om het heelal bij elkaar te houden en zal het eeuwig blijven uitdijen. Dan hebben we te maken met een open heelal. De sterrenstelsels zullen alsmaar verder uit elkaar komen te liggen. Als de waterstof in  de sterren is opgebruikt zullen deze uitdoven en uiteindelijk zullen er nog slechts koude sintels (-273°C) overblijven. Als protonen en neutronen stabiel zijn zullen deze levenloze lichamen tot het einde der dagen door het heelal kruisen of volgens andere bronnen evolueren naar een  bose-einsteincondensaat.
Volgens de huidige stand der waarnemingen zou een open heelal het meest voor de hand liggende scenario zijn.

## Ω = 1
Dan is de gemiddelde dichtheid van het heelal gelijk aan de kritische densiteit. Wij spreken dan van een vlak heelal. Het dijt dan nog wel uit maar met een steeds afnemende snelheid. Het uiteindelijk resultaat is hetzelfde als het open heelal.
Laten wij bij bovenstaande beschouwingen niet uit het oog verliezen dat het zonnestelsel (en wij dus ook) dit niet zullen meemaken. De zon, die nu ongeveer in de helft van haar levenscyclus is, zal binnen 5 miljard jaar opzwellen tot voorbij de aardbaan en de aarde dus opslorpen (zie sterevolutie). En zelfs dat zullen we niet meemaken omdat al lang voordien alle leven van de aarde zal verdwenen zijn door de verzengende hitte van de stervende zon.